# Тихомиров, Олег Николаевич
Олег Николаевич Тихомиров (16 ноября 1934 — 29 сентября 2012) — русский советский детский писатель. Писал рассказы о Москве, о природе, очерки о мореплавателях, детские рассказы и повести.
После окончания университета работал редактором в книжном издательстве, корреспондентом в газетах.
Писал для детских журналов, в частности для «Мурзилки». С этим журналом у Тихомирова была давняя дружба.

## Произведения
- Зайчонок
- Кузнечик (1969, повесть)
- Труба телефонная (1972, рассказ)
- Никоненко С. С., Тихомиров О. Н. Догоняйте, догоняйте!..: Повесть: Для сред. шк. возраста / Худож. Е. А. Медведев. — М.: Московский рабочий, 1979. — 247 с. (Мальчишкам и девчонкам).
- Александр Невский (1979, слово о походах)
- Михайло Ломоносов (1982, рассказ)
- На страже Руси (1983, сборник рассказов)
- Сказ об Иване Болотникове (1984, рассказ)
- В ту пору суровую в Киеве (1984, повесть)
- На поле Куликовом (1986, повесть)
- Трус не играет в хоккей (1987, сборник рассказов)
- Во широкой степи (1987, сборник рассказов)
- Солдатом быть — всех бить!!!!!! (1988, сборник рассказов)
- Стал я с вами за правду (1989, повесть)
- Главная Серёжкина тайна (1989, повесть)
- Кто взял конфету? (1997, сборник стихов)
- В замке королевы Махаон (повесть)
- Из волшебного букета (сказка)
- Китёнок Филя (повесть)
- Кутя, иди домой!.. (рассказ)
- Королевский маскарад (повесть)
- Великие русские полководцы и флотовцы (сборник рассказов)
- Оружие всегда побеждает (сборник рассказов)